# Fritz Stier-Somlo
Fritz Stier-Somlo (ur. 21 maja 1873 w Szombathely; zm. 10 marca 1932 w Kolonii) – niemiecki prawnik (ściślej austriacko-węgierski pochodzenia żydowskiego), profesor prawa administracyjnego i państwowego, rektor Uniwersytetu w Kolonii w latach 1925–1926.
Był znanym przedstawicielem niemieckiej doktryny prawa administracyjnego przełomu pocz. XX wieku. Napisał m.in. Przyszłość nauki administracji (1917). Upowszechnił pojęcie "wiedzy administracyjnej", jako zespołu sądów na temat, jak powinna funkcjonować administracja publiczna. Przyczynił się do rozpropagowania koncepcji triady nauk administracyjnych: prawa administracyjnego, nauki administracji i polityki administracyjnej.